# 哀戎郡
哀戎郡，中国南北朝时设置的郡。
南朝梁普通六年（525年）置，治所在其章县（今四川省巴中市东其章）。辖境相当今四川省巴中市一带。隋朝开皇三年（583年）废。 